# BI Лебедя
BI Лебедя (IRC +40408 или BD+36 4025) — красный сверхгигант в созвездии Лебедя. Предположительно входит в состав звёздной ассоциации Лебедь OB1. Обладает радиусом в 916-1240 солнечных, что делает BI Лебедя одной из крупнейших известных звёзд. Масса звезды составляет 20 масс Солнца, а светимость больше солнечной в 123000-226000 раз. Эффективная температура поверхности звезды составляет 3575 K.  Классифицируется как медленная неправильная переменная звезда.